# Descenso del monte Sinaí
El Descenso del Monte Sinaí es un fresco (350x572 cm) de Cosimo Rosselli y colaboradores, realizado entre 1481 y 1482 y que forma parte de la decoración de la Capilla Sixtina en el Vaticano.

## Historia
Para remediar definitivamente el conflicto con el Papa Sixto IV, Lorenzo de 'Medici propuso enviar a algunos de los pintores florentinos más destacados como embajadores de la primacía cultural de su ciudad para que emprendieran el ambicioso proyecto de decorar la nueva capilla palatina del Palacio Apostólico, iniciado en 1477 . Entre los artistas que dejaron Florencia en octubre de 1480 se encontraban Sandro Botticelli, Domenico Ghirlandaio y Cosimo Rosselli, que se unieron al florentino "por adopción" Perugino, que probablemente ya estaba en Roma. Cada uno de ellos tenía numerosos asistentes, entre los que más tarde se destacarían algunos maestros de primera categoría. Rosselli, por ejemplo, tenía con él a Piero di Cosimo,  tan próximo a él como un hijo adoptivo.     
Los trabajos se desarrollaron rápidamente y el grupo de los primeros florentinos, a los que se unió poco después Luca Signorelli  debió terminar la decoración del registro medio y superior de la capilla en 1482 . El proyecto iconográfico comprendía una serie de retratos de los treinta primeros pontífices en hornacinas entre las ventanas (hoy ampliamente repintadas y difíciles de atribuir) y dieciséis grandes paneles con las Historias de Moisés (pared derecha) y las Historias de Cristo (pared izquierda), colocados en paralelo para representar, en conjunto, la transposición de la ley divina de las Tablas de la Ley a la figura de Cristo y de estas, a través del episodio clave de la Entrega de las llaves San Pedro y sus descendientes, es decir, el propio pontífice. Por lo tanto, era una reafirmación del fundamento y la sacralidad del poder papal, con referencias explícitas también a quienes se atrevían a contradecirlo (evidente en la escena del Castigo de los rebeldes ).
En cuanto a las obras de Cosimo Rosselli, Vasari relata cómo sufrieron la ironía de los otros maestros por su debilidad en el dibujo: él era, de hecho, el menos dotado entre esas fuertes personalidades artísticas. Rosselli, sin embargo, consciente de sus límites pero también inteligente, había acentuado el uso de colores fuertes y brillantes y de reflejos dorados que reverberaban sobre todo a la luz de las velas. Esto fue particularmente agradable para el Papa, quien, entendiendo poco de arte, evidentemente prefirió lo llamativo a lo bello, decretando su preferencia precisamente por Rosselli.

## Descripción y estilo
La escena, como otras en el ciclo, muestra varios episodios simultáneamente y se aclara con la inscripción en el friso de arriba: PROMULGATIO LEGIS SCRIPTE PER MOISEM . Sobre Moisés, arrodillado en el Monte Sinaí y siempre seguido por Josué (en este caso dormido), recibe las tablas de Dios que aparece en una nube luminosa rodeado de ángeles. 
En primer plano a la izquierda, Moisés lleva las Tablas al pueblo de Israel, contra el fondo del campamento, pero en el centro descubre la creación del altar del becerro de oro,  alrededor del cual los judíos se arrodillan en veneración alentados por Aaron. La posición de espaldas de algunos de ellos se reservaba normalmente para figuras negativas, como Judas Iscariote entre los apóstoles de la Última Cena. Ante esa visión, Moisés, en el centro, se enoja al romper las Tablas en el suelo. A la derecha puede verse algunos retratos en primer plano de la multitud del pueblo y en el fondo el castigo de los idólatras y la recepción de las nuevas Tablas.